# Uppstad
Uppstad (gammalsv. upstadher), egentligen en uppe i landet
belägen stad; tidigare benämning på en stad som bara fick bedriva inrikes handel och sjöfart.  
De städer som hade rättigheten att bedriva import och export (utrikeshandel) kallades i stället för stapelstäder (denna rättighet kallades stapelstadsrätt).

## Historik
På 1610-talet infördes under Gustav II Adolfs regering nya handelsregler, som bland annat innefattade införandet av landtull vid införsel av varor till städerna från landsbygden. Samtidigt förbjöds all handel på landsbygden, frånräknat vissa godkända marknader och särskilt utsedda sockenhantverkare.
Samtidigt reglerades utrikeshandeln, och export tilläts endast via vissa särskilt utsedda städer, städer utan denna rättighet kallades uppstäder. För sin handel med landsbygden var dessa städer hänvisade till varsitt "uppland".
Skeppare eller köpmän från uppstäderna som handlade med utlandet straffades med förlust av både skepp och gods. Om en uppstadsbo i Sverige bedrev affärer med utlänningar förklarades de köpta eller sålda varorna ”förbrutna”, förverkade,  och både han och den utländske köpmannen fick därtill böta 40 mark. Detta retade i hög grad de små städerna vid Bottniska viken, vilka förbjöds att segla med sina fartyg till orter söder om Stockholm och Åbo. De bottniska städerna var i stort sett hänvisade till stapelstäderna Stockholm, Gävle och Åbo som mellanhänder när det gällde att köpa utländska varor eller sälja "ätande varor".
Det "bottniska handelstvånget" syftade framför allt till att främja Stockholms uppblomstring, då de styrande ansåg huvudstaden vara förutsättningen för hela rikets välstånd. De små städerna vid Bottniska viken klagade dock bittert över en ekonomisk tillbakagång, vilket också så gott som överallt kan avläsas i deras statistik. På 1636 års riksdag yttrade representanten för Härnösands stad: "Staden är så av sig kommen, att den intet kan bliva behållen, utan borgarne nödgas nu flytta utur staden på landet; bo allenast nu kvar i staden några fattige fiskare." Han begärde därför "få veta, om där skall längre vara någon stad eller icke". Axel Oxenstierna stod emellertid orubbligt fast vid ståndpunkten att det framför allt gällde att skydda huvudstadens handelsintressen.
Regleringen kom successivt att avvecklas från och med 1765. Senare kom åtskillnaden mellan uppstäder och stapelstäder att enbart bestå i att de senare tillät tullklarering.
Större svenska uppstäder var bland annat Västerås och Uppsala.

## Svenska uppstäder
Svenska uppstäder var bland andra:
- Uppsala
- Västerås
- Arboga
- Borås
- Enköping
- Kristinehamn
- Lund
- Mariefred
- Motala
- Sigtuna
- Södertälje
- Uddevalla (1657-1674)
- Åmål
- Örebro (stapelstad från 24 april 1896)
- Östersund